# 安彦考真
安彦 考真（あびこ たかまさ、1978年2月1日 - ）は、神奈川県相模原市出身の元サッカー選手、サッカー指導者、格闘家である。元年俸120円Jリーガーともいわれる。

## 来歴
幼少期からサッカーに親しみ、麻布大学附属渕野辺高等学校のセレクションに合格したが推薦入学が叶わず、神奈川県立新磯高等学校へ進学した。どうしてもプロになるために新聞配達で渡航費を貯め、3年時にブラジル日本ミナスFCへ留学した。ブラジルでは新垣一彦や秋田豊ら数名の日人留学生と生活し、劣悪な生活環境の中でもブラジルのサッカーで食っていく気合いを実感する。帰国して高校を卒業後、日本ミナスFCで知り合った留学生の紹介で再度ブラジルに渡り、グレミオ・マリンガと契約するもリーグ戦開幕直前に前十字靱帯を断裂して再び帰国する。帰国後は専門学校を経て、エドゥーの元で選手兼コーチ兼通訳として活動した。清水エスパルスとサガン鳥栖の入団テストで不合格になると、ブラジル仕込みの技術を披露するつもりがテスト生の高校生に簡単にボールを奪われるなどレベルの高さに萎縮して「古傷のせいで実力が発揮できなかった」 と語った。入団テスト不合格とエドゥーが日本代表スタッフに入ったことを契機に引退する。
引退後は指導者に転身し、グレミオなどのコーチなどを務め、2003年から2004年まで大宮アルディージャの通訳を務めた。大宮を離れた後は、北澤豪が立ち上げたサッカースクール「FOOT」の運営や、北澤の個人事務所のマネジメントなども行った。
中央高等学院で総監督兼講師として勤めながら、アマチュア神奈川県リーグのブレッサ相模原や南FCで活動した。中央高等学院の生徒がクラウドファンディングで目標を達成し、通っていたジムのトレーナーから「素晴らしい筋肉を持っていますね」とリップサービスを受け、2017年に再びJリーグでプロ選手として活動することを決断した。仕事を全て辞め、プロを目指す遠征やトレーニングのための資金をクラウドファンディングで募りつつ、関東1部のエリースFC東京へ入団 して10月の第53回全国社会人サッカー選手権大会に出場した。
2018年1月から水戸ホーリーホックに練習生として参加し、2018年3月31日に正式契約が発表 され「給料月1円」「10か月契約」と異例の内容であった。公式戦の出場は天皇杯も含め1試合も無く、シーズン終了後に契約満了して退団が発表された。
2019年にY.S.C.C.横浜へ移籍 し、2019年3月10日の開幕節・ガイナーレ鳥取戦（ニッパツ三ツ沢球技場）で後半37分から出場し、ジーコのJリーグ最年長初出場記録である40歳2か月13日を上回る41歳1か月9日でJリーグデビューした。2020年もチームに残留したが契約は「年俸120円」 である。契約延長の際に、2020年限りで現役を退くことを明らかにしている。
テレビ朝日で2020年7月18日に放送された『激レアさんを連れてきた。』 に出演。異色すぎる経歴を紹介され、ゲストで来ていたせいや(霜降り明星)、羽田美智子らを驚かせた。
12月20日に最終節の藤枝MYFC戦でJ初先発を飾った。
サッカー選手引退後は格闘家へ転身 し、2021年4月に格闘家としてデビュー戦をKO勝利した。
2022年1月31日に再び『激レアさんを連れてきた。』 に出演して話題になった。
2月16日、『RISE FIGHT CLUB』で元プロ野球選手（埼玉西武ライオンズ）の相内誠と対戦。17歳差や10cmの体格差がありながら、1分すぎに右ストレートを完全に顔にヒットさせると相内がダウン。直後に膝蹴りで2度目のダウンを奪って1R1分51秒でKO勝利した。
2023年11月11日、古巣 J3 Y.S.C.C.横浜のホーム最終戦の沼津戦ハーフタイムにピッチに登場し、キックボクシングチームをYS横浜に創設することを発表した

## 選手歴
- 神奈川県立新磯高等学校[1]
- グレミオ・ジ・エスポルテス・マリンガ[1]
- ジャパンスポーツサイエンスカレッジ
- エドゥサッカーセンター[1]
- ブレッサ相模原[1]
- 南FC[1]
- 2017年8月 - 2018年3月  エリースFC東京/エリース東京[1]
- 2018年  水戸ホーリーホック[1]
- 2019年 - 2020年  Y.S.C.C.横浜

## 個人成績
| 国内大会個人成績 | 国内大会個人成績 | 国内大会個人成績 | 国内大会個人成績 | 国内大会個人成績                                 | 国内大会個人成績 | 国内大会個人成績 | 国内大会個人成績 | 国内大会個人成績 | 国内大会個人成績 | 国内大会個人成績 | 国内大会個人成績 |
| 年度             | クラブ           | 背番号           | リーグ           | リーグ戦                                         | リーグ戦         | リーグ杯         | リーグ杯         | オープン杯       | オープン杯       | 期間通算         | 期間通算         |
| 年度             | クラブ           | 背番号           | リーグ           | 出場                                             | 得点             | 出場             | 得点             | 出場             | 得点             | 出場             | 得点             |
| 日本             | 日本             | 日本             | 日本             | リーグ戦                                         | リーグ戦         | リーグ杯         | リーグ杯         | 天皇杯           | 天皇杯           | 期間通算         | 期間通算         |
| ---------------- | ---------------- | ---------------- | ---------------- | ------------------------------------------------ | ---------------- | ---------------- | ---------------- | ---------------- | ---------------- | ---------------- | ---------------- |
| 2017             | A東京            | 41               | 関東1部          |                                                  |                  | -                | -                | -                | -                |                  |                  |
| 2018             | 水戸             | 41               | J2               | 0                                                | 0                | -                | -                | 0                | 0                | 0                | 0                |
| 2019             | YS横浜           | 41               | J3               | 8                                                | 0                | -                | -                | -                | -                | 8                | 0                |
| 2020             | YS横浜           | 41               | J3               | 5                                                | 0                | -                | -                | -                | -                | 5                | 0                |
| 通算             | 日本             | 日本             | J2               | 0                                                | 0                | -                | -                | 0                | 0                | 0                | 0                |
| 通算             | 日本             | 日本             | J3               | 13                                               | 0                | -                | -                | 0                | 0                | 13               | 0                |
| 通算             | 日本             | 日本             | 関東1部          | \|\|\|\|colspan="2"\|-\|\|colspan="2"\|-\|\|\|\| |                  |                  |                  |                  |                  |                  |                  |
| 総通算           | 総通算           | 総通算           | 総通算           | \|\|\|\|\|\|\|\|\|\|\|\|\|\|                     |                  |                  |                  |                  |                  |                  |                  |

その他の公式戦
- 2019年
  - 神奈川県サッカー選手権大会 1試合0得点

出場歴
- Jリーグ初出場 - 2019年3月10日 J3第1節 vsガイナーレ鳥取（ニッパツ三ツ沢球技場）

## 指導歴
- 1998年 グレミオ・マリンガ U-12コーチ
- 1999年 - 2000年 JSSC コーチ
- 2001年 - 2003年 CFE コーチ・通訳
- 2003年 - 2004年 大宮アルディージャ 通訳

## 格闘家としての戦績

### プロキックボクシング
| キックボクシング 戦績 | キックボクシング 戦績 | キックボクシング 戦績 | キックボクシング 戦績 | キックボクシング 戦績 | キックボクシング 戦績 | キックボクシング 戦績 |
| --------------------- | --------------------- | --------------------- | --------------------- | --------------------- | --------------------- | --------------------- |
| 7 試合                | (T)KO                 | 判定                  | その他                | 引き分け              | 無効試合              |                       |
| 3 勝                  | 3                     | 0                     | 0                     | 1                     | 0                     |                       |
| 3 敗                  | 1                     | 2                     | 0                     | 1                     | 0                     |                       |

| 勝敗 | 対戦相手           | 試合結果                        | 大会名                  | 開催年月日     |
| ×    | 山口裕人           | 3R終了 判定0-3                  | FIGHT CLUB.2            | 2024年10月5日  |
| ○    | 西田祥             | 2R 0:28 KO（右フック）          | RISE 179                | 2024年6月30日  |
| ×    | 前口太尊           | 2R 2:47 TKO（ドクターストップ） | FIGHT CLUB              | 2023年11月19日 |
| ×    | KENTA              | 3R終了 判定0-3                  | RISE ELDORADO 2023      | 2023年3月26日  |
| △    | パトリック・カバシ | 3R終了 判定                     | KNOCK OUT FIGHT NIGHT.8 | 2022年10月22日 |
| ○    | YO UEDA            | 2R 0:51 KO（膝蹴り）            | RISE 159                | 2022年6月24日  |
| ○    | 相内誠             | 1R 1:51 TKO（膝蹴り）           | RISE FIGHT CLUB         | 2022年2月16日  |

### アマチュアキックボクシング
| 勝敗 | 対戦相手           | 試合結果            | 大会名                               | 開催年月日     |
| ○    | パトリック・カバシ | 2R TKO（膝蹴り）    | EXECUTIVE FIGHT 武士道 〜皇〜 2022   | 2022年12月9日  |
| ○    | 野木良樹           | 1R KO（ハイキック） | EXECUTIVE FIGHT 武士道 〜勇武〜 2022 | 2022年3月18日  |
| ○    | 裕次郎             | 2R終了 判定3-0      | EXECUTIVE FIGHT 武士道 〜艶〜 2021   | 2021年12月10日 |
| ○    | 小比田隆太         | 2R KO（フック）     | EXECUTIVE FIGHT 武士道 〜宙〜 2021   | 2021年8月27日  |
| ○    | 佐々木司           | 2R KO               | EXECUTIVE FIGHT 武士道 〜無限〜 2021 | 2021年4月16日  |

## メディア出演
- 激レアさんを連れてきた。 #129 (2020年7月18日放送)
- 激レアさんを連れてきた。 #200 (2022年1月31日放送)